# Cup of Russia de 1996
Cup of Russia de 1996 foi a primeira edição da Cup of Russia, um evento anual de patinação artística no gelo organizado pela Federação de Patinação Artística da Rússia (em russo:  Федерация фигурного катания на коньках Росси), e que fez parte do Champions Series de 1996–97. A competição foi disputada entre os dias 12 de dezembro e 15 de dezembro, na cidade de São Petersburgo, Rússia.

## Eventos
- Individual masculino
- Individual feminino
- Duplas
- Dança no gelo

## Medalhistas
| Evento                        | Ouro                                         | Prata                                    | Bronze                                              |
| Individual masculino detalhes | Alexei Urmanov · Rússia                      | Alexei Yagudin · Rússia                  | Michael Weiss · Estados Unidos                      |
| Individual feminino detalhes  | Irina Slutskaya · Rússia                     | Julia Lautowa · Áustria                  | Olga Markova · Rússia                               |
| Duplas detalhes               | Mandy Wötzel · Ingo Steuer · Alemanha        | Marina Eltsova · Andrei Bushkov · Rússia | Oksana Kazakova · Artur Dmitriev · Rússia           |
| Dança no gelo detalhes        | Anjelika Krylova · Oleg Ovsiannikov · Rússia | Irina Lobacheva · Ilia Averbukh · Rússia | Elizabeth Punsalan · Jerod Swallow · Estados Unidos |

## Resultados

### Individual masculino
| Pos.              | Nome              | Nacionalidade  | Pontos | PC | PL |
| ----------------- | ----------------- | -------------- | ------ | -- | -- |
| Medalha de ouro   | Alexei Urmanov    | Rússia         | 1.5    | 1  | 1  |
| Medalha de prata  | Alexei Yagudin    | Rússia         | 3.0    | 2  | 2  |
| Medalha de bronze | Michael Weiss     | Estados Unidos | 4.5    | 3  | 3  |
| 4                 | Evgeni Plushenko  | Rússia         | 7.5    | 7  | 4  |
| 5                 | Naoki Shigematsu  | Japão          | 8.0    | 4  | 6  |
| 6                 | Jeffrey Langdon   | Canadá         | 10.0   | 10 | 5  |
| 7                 | Daniel Hollander  | Estados Unidos | 10.0   | 6  | 7  |
| 8                 | Steven Cousins    | Reino Unido    | 10.5   | 5  | 8  |
| 9                 | Andrejs Vlascenko | Alemanha       | 13.0   | 8  | 9  |
| 10                | Thierry Cerez     | França         | 15.5   | 9  | 11 |
| 11                | Szabolcs Vidrai   | Hungria        | 16.0   | 12 | 10 |
| WD                | Michael Tyllesen  | Dinamarca      | —      | 11 | WD |

### Individual feminino
| Pos.              | Nome              | Nacionalidade  | Pontos | PC | PL |
| ----------------- | ----------------- | -------------- | ------ | -- | -- |
| Medalha de ouro   | Irina Slutskaya   | Rússia         | 1.5    | 3  | 1  |
| Medalha de prata  | Julia Lautowa     | Áustria        | 4.0    | 2  | 3  |
| Medalha de bronze | Olga Markova      | Rússia         | 4.5    | 1  | 4  |
| 4                 | Elena Sokolova    | Rússia         | 5.0    | 6  | 2  |
| 5                 | Szusanna Szwed    | Polônia        | 8.5    | 7  | 5  |
| 6                 | Krisztina Czakó   | Hungria        | 8.5    | 5  | 6  |
| 7                 | Fumie Suguri      | Japão          | 11.0   | 4  | 9  |
| 8                 | Jennifer Robinson | Canadá         | 11.5   | 9  | 7  |
| 9                 | Julia Lavrenchuk  | Ucrânia        | 13.5   | 10 | 8  |
| WD                | Sydne Vogel       | Estados Unidos | —      | 8  | WD |

### Duplas
| Pos.              | Nome                                  | Nacionalidade  | Pontos | PC | PL |
| ----------------- | ------------------------------------- | -------------- | ------ | -- | -- |
| Medalha de ouro   | Mandy Wötzel / Ingo Steuer            | Alemanha       | 2.0    | 2  | 1  |
| Medalha de prata  | Marina Eltsova / Andrei Bushkov       | Rússia         | 2.5    | 1  | 2  |
| Medalha de bronze | Oksana Kazakova / Artur Dmitriev      | Rússia         | 4.5    | 3  | 3  |
| 4                 | Shelby Lyons / Brian Wells            | Estados Unidos | 6.0    | 4  | 4  |
| 5                 | Elena Berezhnaya / Anton Sikharulidze | Rússia         | 7.5    | 5  | 5  |
| 6                 | Dorota Zagórska / Mariusz Siudek      | Polônia        | 10.0   | 8  | 6  |
| 7                 | Danielle Carr / Stephen Carr          | Austrália      | 10.0   | 6  | 7  |
| 8                 | Evgenia Filonenko / Igor Marchenko    | Ucrânia        | 11.5   | 7  | 8  |
| 9                 | Danielle Hartsell / Steve Hartsell    | Estados Unidos | 14.0   | 10 | 9  |
| WD                | Jodeyne Higgins / Sean Rice           | Canadá         | —      | 9  | WD |

### Dança no gelo
| Pos.              | Nome                                  | Nacionalidade  | Pontos | DC | DO | DL |
| ----------------- | ------------------------------------- | -------------- | ------ | -- | -- | -- |
| Medalha de ouro   | Anjelika Krylova / Oleg Ovsiannikov   | Rússia         | 2.0    | 1  | 1  | 1  |
| Medalha de prata  | Irina Lobacheva / Ilia Averbukh       | Rússia         | 4.0    | 2  | 2  | 2  |
| Medalha de bronze | Elizabeth Punsalan / Jerod Swallow    | Estados Unidos | 6.0    | 3  | 3  | 3  |
| 4                 | Sylwia Nowak / Sebastian Kolasiński   | Polônia        | 8.0    | 4  | 4  | 4  |
| 5                 | Ekaterina Davydova / Roman Kostomarov | Rússia         | 10.0   | 5  | 5  | 5  |
| 6                 | Tatiana Navka / Nikolai Morozov       | Bielorrússia   | 12.0   | 6  | 6  | 6  |
| 7                 | Galit Chait / Sergei Sakhanovsky      | Israel         | 14.0   | 7  | 7  | 7  |
| 8                 | Eve Chalom / Mathew Gates             | Estados Unidos | 16.0   | 8  | 8  | 8  |
| 9                 | Elena Grushina / Ruslan Goncharov     | Ucrânia        | 18.0   | 9  | 9  | 9  |
| 10                | Megan Wing / Aaron Lowe               | Canadá         | 20.0   | 10 | 10 | 10 |
| 11                | Barbara Piton / Alexandre Piton       | França         | 22.0   | 11 | 11 | 11 |

## Quadro de medalhas
| Ordem | País           | Medalha de ouro | Medalha de prata | Medalha de bronze |    | Ordem por total |
| ----- | -------------- | --------------- | ---------------- | ----------------- | -- | --------------- |
| 1     | Rússia         | 3               | 3                | 2                 | 8  | 1               |
| 2     | Alemanha       | 1               |                  |                   | 1  | 3               |
| 3     | Áustria        |                 | 1                |                   | 1  | 3               |
| 4     | Estados Unidos |                 |                  | 2                 | 2  | 2               |
| TOTAL | TOTAL          | 4               | 4                | 4                 | 12 | —               |